# Холоста рима
Холоста рима — різновид рими за взаємним розташуванням у вірші. Утворюється при холостому способі римування, при якому деякі рядки, найчастіше перший і третій у чотиривірші (схема римування — АВСВ) не римуються. Таким чином, під умовним поняттям «холоста рима» слід розуміти її часткову відсутність всередині строфи.
Притаманна  східній поезії (газелі, рубаї, туюг та ін.), трапляється і в українській.

Наприклад, у вірші «Сльота» Р. Купчинського: 

Ситом сіє сиві струї

Хтось химерний. Хмар хітон

Розпростер на небі вітер.
 
Слизько. Слізно. Сумно. Сон.